# Club de trobades
Club de trobades (títol original: Club de rencontres) és una pel·lícula de Michel Lang realitzat l'any 1987. Ha estat doblada al català.

## Argument
Bernard és en tràmits de divorci. En els bancs del tribunal on espera la lectura de la separació, es troba un vell amic d'infantesa, Nicolas, que té un club de trobades i distribueix octavetes publicitàries del seu club als futurs divorciats. Acompanya el seu amic trobat al seu club, i s'ocuparà d'ell perquè trobi l'ànima bessona. Paral·lelament, Nicolas és casat però com a gran seductor no és del tot fidel, i lliga malament la seva activitat i la seva vida de família. La gota d'aigua que farà vessar el vas serà l'arribada de Christiane, sublim petita provinciana romàntica i enamorada de Nicolas, que compta amb ell per albergar-lo mentre passa una audició per un concurs de cançó francesa. No trobarà altra solució que albergar aquesta conquesta en les golfes de Bernard, una mica a desgrat d'aquest. Per convèncer-lo, li oferirà tots els serveis del seu club gratuïtament, cites arreglades, tardes organitzades, activitats col·lectives, etc.

## Repartiment
- Francis Perrin: Nicolas Bergereau
- Jean-Paul Comart: Bernard Lognon
- Valérie Allain: Christiane, anomenada Cricri
- Isabelle Mergault: Bunny
- Herma Vos: Jutta
- Blanca Ravalec: Marion
- Anne Deleuze: Agnès Bergereau
- Jean Rougerie: El veí colèric
- Charles Gérard: El comissari
- Henri Guybet: L'inspector Etienne Gandin
- Caroline Jacquin: Yveline, la secretària
- Gaëlle Legrand: Marie-Solange, l'ex de Bernard
- Léon Spigelman: Sammy Blumenstrauss
- Katia Tchenko: Paméla, la nimfomana
- Michel Crémadès: Garazzi, el violador
- Violeur
- Andrée Damant: La senyora a la tarda
- Louba Guertchikoff: Rachel Blumenstrauss
- Fernand Guiot: El patró de l'agència immobiliària
- Remy Bourgeois
- Françoise Cingal
- Béatrice Costantini
- Maryse Deol
- Jacqueline Doyen
- Stéphane Duchemin
- Christian François
- Danièle Girard
- Alain Janey
- Torun Johanson
- Franz-Rudolf Lang
- Mike Marshall: Roland - l'amant de Agnès
- Nadja
- Mario Santini: El veí portuguès
- Colette Teissèdre